# Menkaura
Menkaura eller Menkaure (klassisk grekiska: Μυκερινος, Mykerinos, latin: Mykerinus) var den sjätte faraonen under Egyptens fjärde dynasti som härskade omkring 2530-2510 f. Kr. Han lät uppföra den tredje och minsta av pyramiderna vid Giza, Mykerinos pyramid. Anledningen till att hans pyramid är mindre än grannarnas, är möjligtvis att Menkaura ville täcka pyramiden med ett mer exklusivt material. Basen av pyramiden är belagd med röd granit, men arbetet avbröts efter sexton rader. Möjligtvis avled Menkaura innan hans grav var klar och hans efterträdare Shepseskaf avslutade arbetet med lertegel.

## Familj
Menkaura var troligen son till farao Chefren och drottning Chamerernebti I. Med Chamerernebti II, sin syster, fick han sonen och tronföljaren Shepseskaf. Bara ett barn är känt, prins Chuenre som dog ung och begravdes i en mindre pyramid sidan om sin far.
Det är oklart om Menkaura var besläktad med sin efterträdare Shepseskaf, som kan ha varit en mindre son.

## Regeringstid
Menkaura efterträdde sin kortlivade kusin Bicheris på tronen. Den exakta längden på hans styre är okänd. På den plats i Turinpapyrusen där antalet regeringsår står kan endast "x + 8 år" läsas till följd av en skada på dokumentet. Det är möjligt att det skulle kunna stått 18, 28 år eller ännu mer.
Manetho tilldelade Menkaura en regeringslängd på hela 63 år, vilket idag anses vara mycket för högt räknat.
Herodotos beskrev Menkaura som en son till Cheops som mildrade lidandet som hans fars styre utsatte befolkningen för. Han beskrev också att Menkaura råkade ut för olyckor: hans enda dotter dog före honom och begravdes i en tjur av trä; oraklet i Buto förutspådde att han bara skulle regera i 6 år, men genom slughet lyckades han härska i 12 år och omintetgöra profetian.
Den högsta skatte- och kretursavräkningen för Menkaura är år 11. Eftersom den inte utfördes regelbundet, utan ibland med flera års mellanrum, är det verkliga antalet år osäkert och kanske över 20 år.
Förutom hans pyramid är inget känt om Menkaura.

## Utmärkelser
Asteroiden 4413 Mycerinos är uppkallad efter honom.

## Titulatur
1. ↑  Alan H. Gardiner: The royal canon of Turin. Tavla 2
2. ↑  Regerade enligt Africanus i 63 år.
3. ↑  Alan B. Lloyd: Herodotus, book II. s.77ff.